# Rhizomyia vittata
Rhizomyia vittata är en tvåvingeart som beskrevs av Boris Mamaev 1967. Rhizomyia vittata ingår i släktet Rhizomyia och familjen gallmyggor. Inga underarter finns listade i Catalogue of Life.